# Локвица (Призрен)
Локвица (алб. Llokvicë) је насељено место у општини Призрен на Косову и Метохији. Према попису становништва из 2011. у насељу је живело 339 становника.

## Положај
Око 3 km од Призрена на магистралном путу Призрен – Брезовица – Скопље одваја се десно пут који иде узбрдо кроз багремову шуму и води право у село Локвица. Село је релативно збијеног типа. Налази се на надморској висини 677 m.

## Историја
Помиње се први пут 1276. године за владавине краља Драгутина.
Овде се налази Црква Светог Илије у Локвици.

## Становништво
Према попису из 2011. године, Локвица има следећи етнички састав становништва:
| Националност | 2011.        |
| Бошњаци      | 330 (97,34%) |
| Срби         | 5 (1,47%)    |
| Албанци      | 1 (0,29%)    |
| неизјашњени  | 3 (0,90%)    |
| Укупно       | 339          |

| Демографија | Демографија | Демографија |
| Година      | Становника  | Становника  |
| ----------- | ----------- | ----------- |
| 1948.       | 676         |             |
| 1953.       | 735         |             |
| 1961.       | 614         |             |
| 1971.       | 666         |             |
| 1981.       | 527         |             |
| 1991.       | 508         |             |
| 2011.       | 339         |             |

### Порекло становништва
Подаци из 1947
Село је 1947. године имало 106 кућа. Срби православци (58.k), Муслимани српског језика (47 k.) и Цигани муслимани (1 k.).
- Осим 4 куће одавно досељени из Сиринићке Жупе и 4 куће пореклом из Црне Горе, остали су староседеоци; 1 породица Цигана је дошла са Косова.

Фамилије у селу носе презимена Вујић, Бирдаини, Смаиловић, Мустафи, Дураки, Алијевић, Азизовић, и друга.